# Pfarrkirche Kolbnitz

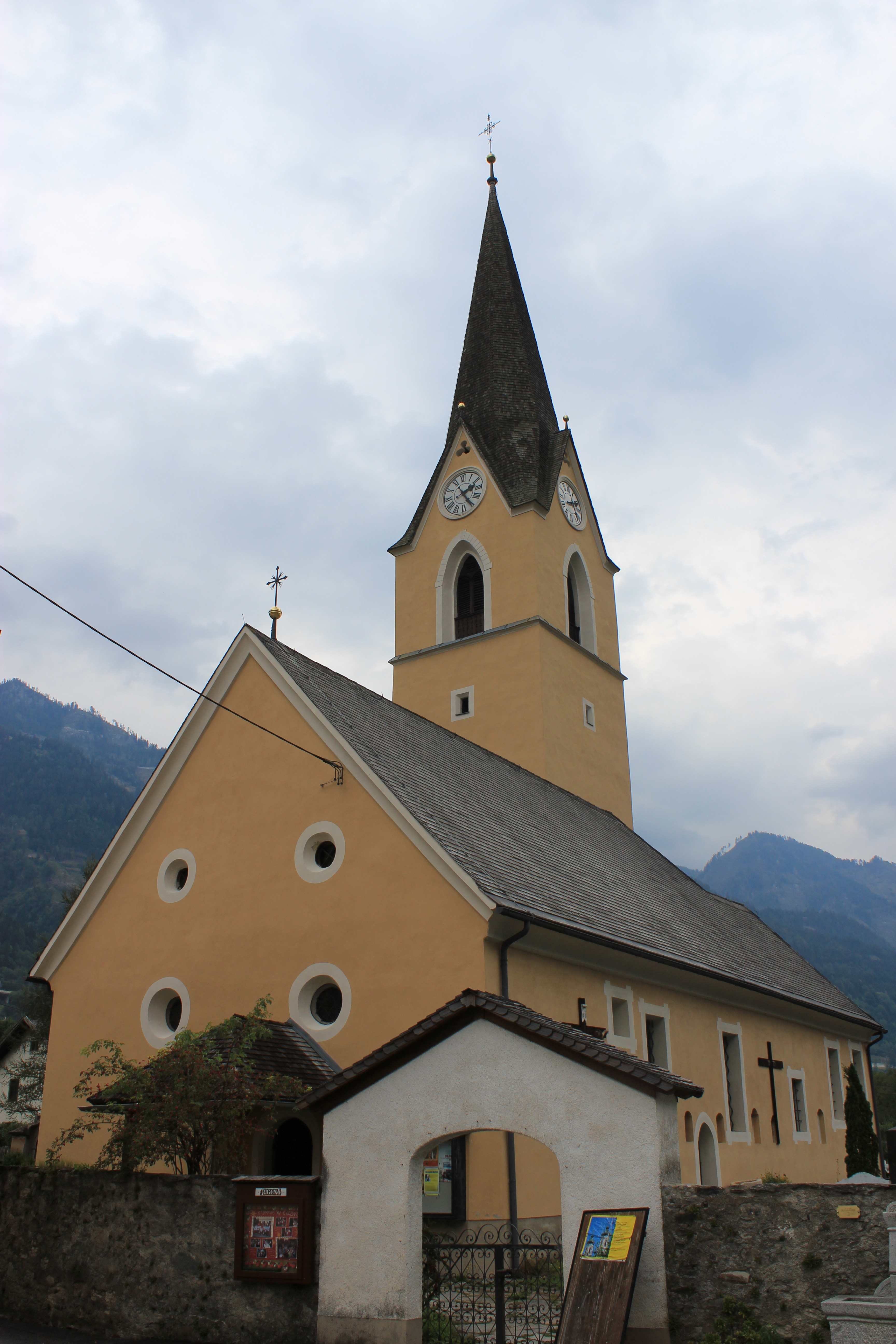
Katholische Pfarrkirche heiliger Jakobus der Ältere in Kolbnitz

Die römisch-katholische Pfarrkirche Kolbnitz steht im Ort Kolbnitz in der Gemeinde Reißeck im Bezirk Spittal an der Drau in Kärnten. Die Pfarrkirche hl. Jakobus dem Älteren gehört zum Dekanat Obervellach in der Diözese Gurk-Klagenfurt. Die Kirche steht unter Denkmalschutz.

## Geschichte
Eine Kirche in Kolbnitz wurde erstmals 1124 urkundlich genannt, 1786 erhielt Kolbnitz die Pfarrrechte. Am 6. Februar 1951 stürzte das Kirchendach infolge starken Schneefalls (80 cm) und darauf folgendem Regen ein.  Am 21. Oktober 1951 erfolgte mit dem Bischof Joseph Köstner eine neue Weihe der Kirche.

## Architektur
Die spätgotische Kirche, deren Mauerwerk vermutlich Reste eines romanischen Vorgängerbaues enthält, wurde im 18. Jahrhundert barock umgestaltet. An der Nordseite baute man 1744 an das Langhaus ein schmäleres Seitenschiff an. Der Turm an der Nordseite mit spitzbogigen Schallfenstern wird von einem Spitzgiebelhelm bekrönt. Die Kirche besitzt ein spitzbogiges Südportal und barocke Rechteckfenster. Das Westportal hat ein abgefastes Gewände.
Das Langhaus besitzt eine barocke Flachdecke mit Rahmenfeldern. Die Wände sind ungegliedert und werden oben durch ein Gesimsband abgeschlossen. Das nördliche Seitenschiff ist gleich hoch und flach gedeckt. Die Wand zwischen Haupt- und Seitenschiff ist in der gesamten Länge bis knapp unter dem Gesimse geöffnet und mit einer Mittelsäule versehen. Die Westempore reicht über beide Schiffe.
Ein abgefaster, spätgotischer Triumphbogen verbindet das Mittelschiff und den Chor, der etwa die gleiche Höhe und Breite wie das Mittelschiff hat. Den Chor bedeckt eine um 1700 entstandene, barocke Flachtonne mit Stichkappen, Konsolen und Stuckrankenwerk. Von der Chornordseite führt ein Schulterbogenportal in die Sakristei im Turmerdgeschoß.

## Ausstattung
Der Hochaltar aus der Mitte des 18. Jahrhunderts birgt in der Mitte die Statue des heiligen Jakobus in der Glorie, darüber eine Krönung Mariens und Posaune blasende Engel. Seitlich des Altars stehen die barocken Figuren der Apostelfürsten Petrus und Paulus.
Der Seitenaltar an der Ostwand des Seitenschiffes stammt aus dem Nachrokoko und trägt einen Schmerzensmann mit Geiselsäule sowie Engel mit Leidenswerkzeugen. Das Aufsatzbild zeigt die Schmerzhafte Muttergottes. Der Seitenaltar an der Nordwand des Seitenschiffes entstand in der zweiten Hälfte des 18. Jahrhunderts und gibt im Mittelbild die Muttergottes mit Kind wieder. Die Kanzel an der linken Seite des Triumphbogens wurde um 1750 angefertigt.
Zur weiteren Ausstattung der Kirche zählen eine stark überarbeitete Pietà aus der ersten Hälfte des 16. Jahrhunderts und Kreuzwegbilder aus der zweiten Hälfte des 17. Jahrhunderts.